# Talbot megye (Georgia)
Talbot megye az Amerikai Egyesült Államokban, azon belül Georgia államban található. Megyeszékhelye és legnagyobb városa Talbotton. Lakosainak száma 5733 fő (2020. április 1.). Talbot megye Upson, Marion, Taylor, Chattahoochee, Muscogee, Harris és Meriwether megyékkel határos.

## Népesség
A megye népességének változása:
| Lakosok száma | 6833 | 6750 | 6534 | 6456 | 6337 | 5733 |
|               | 2010 | 2011 | 2012 | 2013 | 2015 | 2020 |